# Fiodor Uszakow
Fiodor Fiodorowicz Uszakow (ros. Фёдор Фёдорович Ушаков, (ur. 13 lutego?/24 lutego 1745 w Burnakowie, zm. 2 października?/14 października 1817 we wsi Aleksiejewka, Mordowia) – rosyjski admirał z 1799 i dowódca marynarki wojennej, święty Kościoła prawosławnego. Był nowatorem w taktyce wojny morskiej, zdobywcą wielu twierdz i baz nadmorskich.

## Życiorys
Urodził się w niezamożnej szlacheckiej rodzinie we wsi Burnakowo w obwodzie jarosławskim. Ukończył w 1766 roku Morski Korpus Kadetów. Początkowo służył we Flocie Bałtyckiej, a od 1769 we Flotylli Azowskiej (Dońskiej). W latach 1768–1774 uczestniczył w wojnie rosyjsko-tureckiej.
Od 1775 dowodził fregatą. W 1780 roku został mianowany dowódcą jachtu carskiego, lecz wkrótce zrezygnował z dworskiej kariery na rzecz służby liniowej. W latach 1780–1782 był dowódcą okrętu liniowego „Wiktor”, którego zadaniem była ochrona na Morzu Śródziemnym rosyjskich statków handlowych przed działalnością floty angielskiej. Od 1783 roku służył we Flocie Czarnomorskiej, nadzorował budowę okrętów w Chersoniu, uczestniczył w budowie głównej bazy floty w Sewastopolu. Na początku rosyjsko-tureckiej wojny 1787–1791 dowodził okrętem liniowym „Św. Paweł”. W 1788 dowodząc awangardą eskadry odniósł zwycięstwo nad przeważającymi siłami tureckimi w bitwie koło wyspy Fidonisi. W 1789 został awansowany do stopnia kontradmirała.
Od 1790 dowodził Flotą Czarnomorską. Pod jego dowództwem, Flota odniosła zwycięstwa nad Turkami koło Kerczu (1790), koło wyspy Tendra (1790) i koło przylądka Kaliakra (1791). W bitwach tych została wykorzystana nowa taktyka, wprowadzona przez Uszakowa. W 1793 awansował do stopnia wiceadmirała.
W latach 1798–1800 flota pod dowództwem Uszakowa przeprowadziła wypad na Morze Śródziemne, działając na wodach greckich i włoskich. Między innymi odbił w 1799 Wyspy Jońskie z rąk Francuzów, na których w marcu 1800 utworzono Republikę Siedmiu Wysp. Pokazał wzorową organizację współdziałania sil lądowych i morskich w czasie opanowania Wysp Jońskich, a szczególnie wyspy Korfu, przy wyzwalaniu od Francuzów Włoch, w czasie blokady Ankony i Genui. Mimo sukcesów dyplomatycznych i politycznych Uszakowa, car Aleksander I powierzył mu następnie mniej ważne stanowisko dowódcy Floty Bałtyckiej, a w 1807 odwołał go ze stanowisk. Uszakow zmarł 14 października 1817 w swojej posiadłości we wsi Aleksjejewka (w republice Mordwa).

## Upamiętnienie
Imieniem Uszakowa nazwano w późniejszym czasie kilka okrętów rosyjskich. 3 marca 1944 Prezydium Rady Najwyższej ZSRR ustanowiło Order Uszakowa i Medal Uszakowa. Medal jest wciąż nadawany; order jest kontynuowany w nowej formie w systemie odznaczeń Federacji Rosyjskiej.
6 sierpnia 2001 roku admirał Uszakow został kanonizowany przez Rosyjską Cerkiew Prawosławną.